# The afternoon
The afternoon is een combinatie van twee nummers van de Moody Blues. Het is de vijfde track van hun album Days of Future Passed. Days of Future Passed geeft een schema van alledag en met The afternoon wordt de middag aangeduid. The afternoon wijkt af van wat tot dan toe de gang van zaken is bij titels op het album; er wordt niet begonnen met een instrumentaal/orkestraal intro, dan wel outro.
The afternoon begint direct met het gedeelte Forever afternoon (Tuesday?), dat later op single zou verschijnen als Tuesday afternoon. De melodie was trouwens al te horen in de opening van het album The day begins. Justin Hayward schreef de song Tuesday afternoon, dat op suggestie van muziekproducent werd omgedoopt tot Forever afternoon (Tuesday?), maar dus haar originele titel terugkreeg bij uitgifte als single. Het nummer zou eigenlijk als eerste single van het album uitgegeven worden, maar dat werd Nights in White Satin. In de Verenigde Staten kwam Forever afternoon wel als eerste single uit.
Na Forever afternoon (Tuesday?) komt deel 2 in de hoedanigheid van Time to get away, een rockachtige song van John Lodge. (Evening) Time to Get Away gaat over het feit dat men niet te lang moet doorwerken, men moet ook eens op huis aan. Het nummer sluit af met een fade-out.
The afternoon is een klein teken aan de wand, dat er een profijtelijke samenwerking was tussen Hayward en Lodge; beide heren vormden een tandem in de meer rockmatige songs van de Moodies, alhoewel Hayward ook wel ballads schreef. Hayward en Lodge zouden samen in de sabbaticalperiode (1972-1978) ook samen het album Blue Jays uitbrengen, maar daarna gingen ieder huns weegs. Na de rustperiode moesten Hayward en Lodge de Moodies “dragen” aangezien Mike Pinder het voor gezien hield. In de jaren vanaf 2000 waren de heren bijna volledig verantwoordelijk voor de Moodies; Ray Thomas stopte en Graeme Edge hield zich op de achtergrond; hij drumde alleen nog.

## Hitlijsten
Tuesday afternoon haalde de hitlijsten in Nederland en Engeland niet, het stond daarbij in de schaduw van voorganger Nights in White Satin, maar verkocht weer beter dan opvolger Voices in the sky van het volgend album In Search of the Lost Chord. In de Verenigde Staten haalde Tuesday afternoon de 24e plaats in de Billboard Hot 100

### NPO Radio 2 Top 2000
| Nummer met noteringen in de NPO Radio 2 Top 2000 | '99  | '00 | '01 | '02 | '03 | '04 | '05 | '06 | '07 | '08 | '09 | '10 | '11 | '12 | '13 | '14 | '15  | '16  | '17  | '18  | '19  | '20  | '21  | '22  | '23  | '24  |
| ------------------------------------------------ | ---- | --- | --- | --- | --- | --- | --- | --- | --- | --- | --- | --- | --- | --- | --- | --- | ---- | ---- | ---- | ---- | ---- | ---- | ---- | ---- | ---- | ---- |
| Tuesday Afternoon                                | 1007 | -   | 821 | 404 | 598 | 554 | 616 | 553 | 870 | 621 | 630 | 661 | 777 | 933 | 713 | 842 | 1152 | 1569 | 1820 | 1363 | 1361 | 1608 | 1559 | 1652 | 1744 | 1608 |

1. ↑  Een '-' betekent dat het nummer niet was genoteerd en een vetgedrukt getal geeft de hoogste notering aan.

### Evergreen Top 1000
| Evergreen Top 1000 "Tuesday Afternoon" | Evergreen Top 1000 "Tuesday Afternoon" | Evergreen Top 1000 "Tuesday Afternoon" | Evergreen Top 1000 "Tuesday Afternoon" | Evergreen Top 1000 "Tuesday Afternoon" | Evergreen Top 1000 "Tuesday Afternoon" | Evergreen Top 1000 "Tuesday Afternoon" | Evergreen Top 1000 "Tuesday Afternoon" | Evergreen Top 1000 "Tuesday Afternoon" | Evergreen Top 1000 "Tuesday Afternoon" | Evergreen Top 1000 "Tuesday Afternoon" | Evergreen Top 1000 "Tuesday Afternoon" | Evergreen Top 1000 "Tuesday Afternoon" | Evergreen Top 1000 "Tuesday Afternoon" | Evergreen Top 1000 "Tuesday Afternoon" | Evergreen Top 1000 "Tuesday Afternoon" | Evergreen Top 1000 "Tuesday Afternoon" |
| Jaar                                   | 2008                                   | 2009                                   | 2010                                   | 2011                                   | 2012                                   | 2013                                   | 2014                                   | 2015                                   | 2016                                   | 2017                                   | 2018                                   | 2019                                   | 2020                                   | 2021                                   | 2022                                   | 2023                                   |
| -------------------------------------- | -------------------------------------- | -------------------------------------- | -------------------------------------- | -------------------------------------- | -------------------------------------- | -------------------------------------- | -------------------------------------- | -------------------------------------- | -------------------------------------- | -------------------------------------- | -------------------------------------- | -------------------------------------- | -------------------------------------- | -------------------------------------- | -------------------------------------- | -------------------------------------- |
| Positie                                | -                                      | -                                      | -                                      | -                                      | -                                      | 238                                    | 176                                    | 271                                    | 179                                    | 226                                    | 137                                    | 174                                    | 170                                    | 215                                    | 207                                    | 168                                    |